# Surja

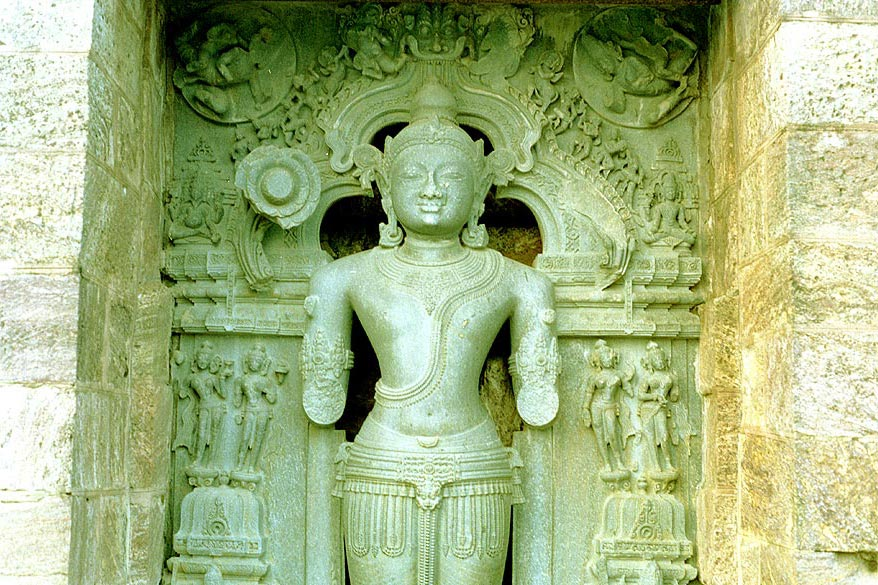
Surja – figura ze świątyni w Konarak

Surja (sanskr. सूर्य sūrya „słońce”) – solarne bóstwo wedyjskie, personifikacja słońca występujące również w późniejszych tekstach mitologii indyjskiej. Bóg Surja przemierza przestrzeń wokół góry Meru w swym rydwanie w okresie doby.
Jeden z nawagraha, władał niedzielą, zsyłał niepokój, choroby i cierpienia.

## Ikonografia
W ikonografii Surja jest często przedstawiany jako majestatyczna postać o złotym ciele, promieniującym blaskiem, co symbolizuje jego związek ze światłem i energią. Jego wizerunek ewoluował na przestrzeni wieków, łącząc elementy wedyjskie z wpływami irańskimi i greckimi.
W późniejszym hinduizmie stracił na znaczeniu, wchłonięty przez postać Wisznu.

## Atrybuty i symbolika
W przedstawieniu Surjy wykorzystywane są elementy:
- Rydwan z siedmioma końmi: Surja podróżuje po niebie na rydwanie ciągniętym przez siedem koni, co symbolizuje siedem dni tygodnia oraz siedem metrów w sanskryckiej poezji.
- Lotusy w dłoniach: często trzyma dwa lotosy, które symbolizują czystość i duchowe przebudzenie.
- Aruna jako woźnica: rydwan Surji jest prowadzony przez Arunę, personifikację świtu, co podkreśla związek Surji z początkiem dnia.
- Strażnicy Danda i Pingala: w niektórych przedstawieniach Surji towarzyszą strażnicy Danda i Pingala, uzbrojeni w miecze, symbolizujący ochronę i porządek.

## Świątynie
Ważniejsze świątynie hinduistyczne poświęcone bogu Słońca w Indiach:
- Świątynia Surji w Konarak
- Świątynia Słońca w Modhera
- Dakshinaarka, Gaya, Bihar
- Bhramanya Dev, Unao, Madhya Pradesh
- Surya Pahar, Asam
- Suryanaar, w pobliżu Kumbhakonam, Tamilnadu
- Suryanarayanaswamy, Arasavilli, Andhra Pradesh